# Bufalino (famiglia)
La famiglia Bufalino o la famiglia della Pennsylvania nord-orientale è stata una delle storiche famiglie mafiose di Cosa nostra statunitense, basata nelle città della Pennsylvania nord-orientale. La cosca si trovava soprattutto nelle cittadine di Scranton, Pittston, e Wilkes-Barre nella Pennsylvania nord-orientale, oltre che nei territori del nord del New Jersey e nella parte sud-occidentale dello stato di New York; manteneva importanti rapporti di collaborazione con le cosche di New York, Pittsburgh, Cleveland e Filadelfia. Questa influente famiglia nasce agli inizi del Novecento, e uno dei primi boss conosciuti è stato Stefano La Torre nel 1905. Altri importanti boss nel corso degli anni sono stati potenti padrini come Joseph Barbara e Russell Bufalino, da cui prende il nome la cosca.
Secondo diversi esperti di mafia, dal 2010 non esiste più la cosiddetta famiglia Bufalino e i membri rimasti rientrano sotto le influenze delle famiglie di New York.

## Boss storici
- Stefano La Torre
- Santo Volpe
- Giuseppe "Joe" Barbara
- Russell Bufalino
- William D'Elia